# 1181
Năm 1181 trong lịch Julius.